# Langues kalendjin
Pour les articles homonymes, voir Kalenjin.
Les langues kalendjin ou langues kalenjin sont un groupe de langues de la famille nilo-saharienne. 

## Répartition géographique
Les langues kalendjin sont parlées essentiellement dans les hauts plateaux l'Ouest Kenya, mais aussi en Ouganda, par des populations qui s'auto-désignent par le nom de Kalendjins.

## Classification

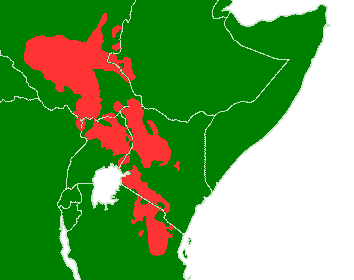
Répartition des langues nilotiques, en rouge sur la carte.

Les langues kalendjin constituent un sous-groupe classé dans les langues nilotiques méridionales, à l'intérieur de l'ensemble nilo-saharien. 
Elles sont classées ainsi : 
- Langues nandi-markweta : nandi, kipsikis, keyo, tuken, markweta
- Langues elgon : sapiny, sabaot, terik
- Langues okiek : kinare, sogoo, akie
- Pökot

Le statut de ces parlers n'est pas toujours clairement établi, entre langues et dialectes. Les langues okiek sont particulières, car elles sont parlées par des groupes de chasseurs-cueilleurs. Les Okiek se différencient en cela de la culture nilotique, basée sur l'élevage.

## Sources
- (en) Prisca Jerono, Hillary Sang, Andrew Chelimo et Jane Akinyi Ngala Oduor, A unified orthography for Kalenjin languages of Kenya (Keiyo, Kipsigis, Marakwet, Nandi, Pokot, Sabaot, Tugen), 2014
- (en) Faith K. Nabei et David Lwangale, « A comparative study of the Kalenjin dialects », International Journal of Academic Research in Business and Social Sciences, vol. 8, no 8,‎ 2018, p. 476–503 (DOI 10.6007/IJARBSS/v8-i8/4534, lire en ligne)
- (de) Franz Rottland, Die südnilotischen Sprachen. Beschreibung, Vergleichung und Rekonstruktion, Berlin, Dietrich Reimer Verlag, coll. « Kölner Beiträge zur Afrikanistik » (no 7), 1982 (ISBN 3-496-00162-3)
- (en) Rainer Voßen, The Eastern Nilotes. Linguistics and Historical Reconstructions, Berlin, Dietrich Reimer Verlag, coll. « Kölner Beiträge zur Afrikanistik » (no 9), 1982 (ISBN 3-496-00698-6)